# Conspectus Florae Africae
Conspectus Florae Africae, (abreujat Consp. Fl. Afr.), és un llibre il·lustrat amb descripcions botàniques que va ser escrit conjuntament per Théophile Alexis Durand i Hans Schinz. Va ser publicat a Brussel·les en 2 volums en els anys 1895-1898 amb el nom de Conspectus Floræ Africæ; ou, Énumération des plantes d'Afrique.

## Publicació
- Volum núm. 1(2): Juny de 1898
- Volum núm. 5: Desembre de 1894.

La resta dels volums mai va ser publicat.